# 阿爾布雷希特三世 (巴伐利亞)
阿爾布雷希特三世（德語：Albrecht III.，1401年3月27日—1460年2月29日），巴伐利亞-慕尼黑公爵（1438年－1460年在位）。阿爾布雷希特三世是巴伐利亞-慕尼黑公爵恩斯特與米蘭公爵貝爾納波·維斯孔蒂的女兒伊麗莎白·維斯孔蒂的唯一兒子。

## 早年
阿爾布雷希特於1401年在沃爾夫拉茨豪森出生。他於1429年首次與符騰堡伯爵埃伯哈德三世的女兒伊麗莎白訂婚，但她欺騙並嫁給曾在其父親朝庭上受審的韋登貝格伯爵約翰四世。
1432年，阿爾布雷希特代表他的父親恩斯特一世在巴伐利亞-斯特勞賓處理政務時，秘密與一名從奥格斯堡來的女僕艾格尼絲·伯瑙爾結婚時，恩斯特下令將她謀殺並指控她使用巫術，艾格尼絲被扔進多瑙河並淹死。然後，阿爾布雷希特三世前往投靠堂兄路易七世，並住在巴伐利亞-因戈爾施塔特，一起計劃對他父親恩斯特採取軍事行動。關於恩斯特行處死艾格尼絲的正式理由可在其指示下找到，恩斯特於1435年10月28日發信給西吉斯蒙德皇帝並提出調解請求。與父親和解後，阿爾布雷希特三世於1436年與不倫瑞克-格魯本哈根的安娜結婚，並與他育有十名孩子。因艾格尼絲·伯瑙爾的處決而受到擾亂得而平息，與兒子的內戰最終以和解而告終。
1438年，父親恩斯特一世逝世，阿爾布雷希特繼承其爵位，成為巴伐利亞-慕尼黑公爵。大約在1438-39年間，他在維爾姆河兩支流中間的布魯滕堡宮建成一間狩獵小屋。城堡後來由他的第三子西吉斯蒙德擴建。1440年，阿爾布雷希特三世拒絕繼承為波希米亞國王的機會。1442年，他將猶太人從上巴伐利亞領土驅逐出境。直到250年後，才再次允許猶太人定居。阿爾布雷希特三世亦於1444年和1445年發起兩次針對強盜男爵的戰役。巴伐利亞-因戈爾施塔特公國系滅絕後，阿爾布雷希特三世於1447年將這個公國交給他父親的堂弟巴伐利亞-蘭舒特公爵亨利十六世。
1455年，阿爾布雷希特三世在安代克斯建立本篤會修道院。阿爾布雷希特三世於1460年在慕尼黑去世，被安葬於安代克斯。

## 家庭
1437年，阿爾布雷希特與不倫瑞克-格魯本哈根的安娜結婚，兩人共有7子3女：
1. 約翰（1437年—1463年）
2. 恩斯特（1438年—1460年）
3. 西吉斯蒙德（英语：Sigismund, Duke of Bavaria）（1439年—1501年）
4. 阿爾布雷希特（1440年—1445年），夭折
5. 瑪格麗特（英语：Margaret of Bavaria, Marchioness of Mantua）（1442年—1479年）
6. 伊莉莎白（1443年—1484年）
7. 阿爾布雷希特（1447年—1508年）
8. 克里斯托夫（德语：Christoph der Starke）（1449年—1493年）
9. 沃夫岡（德语：Wolfgang von Bayern）（1451年—1514年）
10. 芭芭拉（德语：Barbara von Bayern）（1454年—1472年），早逝